# 郑穆
鄭穆（1018年—1092年），字閎中，侯官（今福建省福州市）人，宋朝官員、名士。

## 生平
生於書香之家，與陳襄、陳烈、周希孟等友善，並稱「海濱四先生」。皇祐五年（1053年）進士甲科，初任河南府壽安主簿，後為國子監直講。宋神宗熙寧三年（1070年），爲岐王府侍講。元豐三年（1080年），出知越州。元祐初年曾任國子祭酒。元祐三年（1088年），除直集賢院。元祐四年（1089年），拜給事中兼祭酒。元祐六年（1091年），提舉洞霄宮。元祐七年（1092年）卒。子，鄭璆，軍事推官。

## 延伸阅读
[在维基数据编辑]
 《宋史/卷347》，出自脱脱《宋史》